# خولیو پونسه لرو
خولیو پونسه لرو (به اسپانیایی: Julio Ponce Lerou) (زاده ۱۳ نوامبر ۱۹۴۵) کارآفرین، سرمایه‌دار و مدیر ارشد اجرایی شیلیایی است، که در حال حاضر به‌عنوان رییس هیئت مدیره شرکت اس‌کیوام فعالیت می‌نماید. وی همسر پیشین دختر آگوستو پینوشه؛ دیکتاتور پیشین شیلی می‌باشد.